# Charles Taschereau Beard
Pour les articles homonymes, voir Charles Beard et Beard.
Charles Taschereau Beard (30 juillet 1890-21 novembre 1950) est un homme politique canadien de la Colombie-Britannique. Il est député provincial libéral de la circonscription britanno-colombienne de Esquimalt de 1945 à 1951.

## Biographie
Né à Ottawa en Ontario, Beard sert dès l'âge de 17 ans à bord du navire marchand britannique Conway. Il travaille par la suite dans des navires canadiens de contrôle des Pêches. En 1909, il s'enrôle dans la Royal Naval Reserve et l'année suivante dans la Marine royale canadienne. Après avoir servit comme officier naval senior sur la BCF Esquimalt, il occupe le poste de commandant de la Forces maritimes du Pacifique en 1922.
Au déclenchement de la Seconde Guerre mondiale, Beard quitte sa retraite pour commander le HMCS Prince Robert (en) qui capture le navire allemand Weser au large des côtes du Mexique. Il doit prendre à nouveau sa retraite en raison d'une pauvre condition de santé.
Son fils, Thomas Beard, meurt à bord du HMS Hood qui est coulé par le cuirassé Bismarck en mai 1941.
Après une première défaite électorale en 1941, il parvient à se faire élire en 1945 en tant que membre de la coalition libérale-conservatrice. Réélu en 1949, il meurt en fonction en novembre 1950 et est enterré avec les honneurs militaires.